# Fermín Trueba
Fermín Trueba Pérez (Sierrapando, Torrelavega, Cantabria, 26 de agosto de 1914 - Madrid, 1 de mayo de 2007) fue un ciclista español profesional.

## Trayectoria
Hijo de José Trueba Sañudo y Victoria Pérez García, era el sexto de ocho hermanos y en casa le apodaban El Mini por su baja estatura, este mote le acompañó el resto de su vida deportiva. Fermín se "enganchó" al ciclismo siguiendo las hazañas de su hermano Vicente, que era en aquellos momentos uno de los mejores corredores españoles y uno de los más destacados escaladores del Tour de Francia. Así comenzó a dar sus primeras pedaladas en el velódromo de Torrelavega, en 1930, y dos años después debutó en carretera ganando ya siete carreras. 
Fue en 1933, tras ganar una importante prueba en Vizcaya, cuando Fermín salta a la fama. Al año siguiente el pequeño de los Trueba se destapa como uno de los mejores escaladores nacionales, con su triunfo en la escalada a Santo Domingo en Bilbao, prueba que ganaría otras cinco veces más a lo largo de su carrera deportiva, batiendo así un récord.
Este liviano ciclista destacaba en todos los terrenos. En el año 1935, ya con un gran palmarés, participó con el equipo ciclista B-H -junto con sus hermanos Vicente y Manuel- en la primera edición de la Vuelta a España. Fermín abandonó en la cuarta etapa tras una caída. A pesar de este traspié, es seleccionado para disputar el Tour de Francia de ese año, pero una enfermedad le impide acudir. Al año siguiente también se especula con su participación en la ronda gala, pero esta vez se queda sin ir por incorporarse al servicio militar. Fermín vuelve a quedarse con la miel en los labios y sin "Tour" ni Giro de Italia. Ambas pruebas querían contar con el escalador cántabro en su salida, pero el destino se puso en su contra. Más tarde, la Guerra civil española fue la que le volvió a impedir su asistencia en el Tour y el Giro, pues durante el enfrentamiento bélico español estaba prohibido salir al extranjero; y tras estallar la Segunda Guerra Mundial las grandes carreras europeas se suspendieron hasta 1948, año en el que Fermín ya se encontraba retirado sin haber tenido la oportunidad de tomar parte de estos grandes eventos.
Fue ciclista durante 16 años -dos de ellos apenas pudo correr por estar en la mili- y durante ese tiempo el ciclista de Sierrapando se proclamó campeón de España en cinco ocasiones, cuatro de ellas en el Nacional de Montaña. Además corrió la Vuelta a España en cinco ocasiones, y en 1941, en la tercera edición de la ronda nacional, obtuvo su mejor clasificación con un segundo puesto en la general individual (por detrás, tan sólo un minuto, de Berrendero), el triunfo en el gran premio de la montaña y dos victorias de etapa. Estos fueron sus éxitos más importantes aunque también destacaron sus victorias en las famosas Subidas al Naranco.
En el año 1947 Fermín se retira de la competición. Moriría el 1 de mayo de 2007 en su domicilio de Madrid y fue enterrado en el cementerio de Sierrapando. Es recordado en Cantabria como el último representante varón de los Trueba, aquella famosa saga de ciclistas cántabros que marcó toda una época en el panorama deportivo español y europeo, como uno de los ciclistas grandes de la historia que ha dado esta comunidad y como uno de los mejores escaladores de los años 30 y 40.

## Palmarés
| 1934 - V Vuelta al Asón 1935 - 2 etapas de la Vuelta a Galicia - VI Vuelta al Asón 1936 - 1 etapa de la Vuelta a España 1938 - Campeonato de España en Ruta 1939 - 1 etapa de la Volta a Cataluña - Clásica de los Puertos - 3.º en el Campeonato de España en Ruta - 3 etapas de la Vuelta a Aragón 1940 - Campeonato de España de Montaña - Vuelta a Cantabria, más 2 etapas - 2 etapas del Circuito del Norte y clasificación de la Montaña - IX Vuelta al Asón - IV G.P. de Torrelavega 1941 - Campeonato de España de Montaña - Circuito del Norte, más 1 etapa - 2.º en la Vuelta a España, más dos etapas y clasificación de la montaña - 1 etapa en la Volta a Cataluña - 1 etapa de la Vuelta a Navarra | 1942 - Campeonato de España de Montaña - Subida al Naranco - 2 etapas en la Volta a Cataluña - Clasificación de la Montaña en el Circuito Castilla-León-Asturias - Subida a Santo Domingo - Cinturón de Bilbao 1943 - 1 etapa del G. P. Ayuntamiento de Bilbao - 1 etapa de la Vuelta al Levante 1944 - Campeonato de España de Montaña - 1 etapa en la Volta a Cataluña 1945 - Subida al Naranco - 2.º en el Campeonato de España de Montaña - 1 etapa del Circuito del Norte 1946 - Subida al Naranco - 2.º en el Campeonato de España de Montaña |

## Resultados en las Grandes Vueltas y Campeonatos del Mundo en Ruta
| Carrera         | 1934 | 1935 | 1936 | 1937 | 1938 | 1939 | 1940 | 1941 | 1942 | 1943 | 1944 | 1945 | 1946 |
| --------------- | ---- | ---- | ---- | ---- | ---- | ---- | ---- | ---- | ---- | ---- | ---- | ---- | ---- |
| Giro de Italia  | -    | -    | -    | -    | -    | -    | -    | X    | X    | X    | X    | X    | -    |
| Tour de Francia | -    | -    | -    | -    | -    | -    | X    | X    | X    | X    | X    | X    | X    |
| Vuelta a España | X    | Ab.  | 9º   | X    | X    | X    | X    | 2º   | Ab.  | X    | X    | Ab.  | -    |
| Mundial en Ruta | -    | -    | -    | -    | -    | X    | X    | X    | X    | X    | X    | X    | Ab.  |

## Curiosidades
- Fermín Trueba mantiene, a día de hoy, el récord de ser quien más veces ha ganado la mítica Subida al Naranco (ganó en 1942, 1945 y 1946).
- Ha sido el máximo ganador de los Campeonatos de España de Montaña (ganando en 1941, 1942, 1943 y, tras un parón, en 1944. En 1945 y 1946 fue segundo).
- Posee el récord de Subidas a Santo Domingo (seis en total).